# Frente de Libertação dos Açores
A Frente de Libertação dos Açores (FLA) foi um movimento, reacionário àRevolução dos Cravos em Portugal, pleiteou a independência dos Açores com relação àquele país. Foi uma organização similar à Frente de Libertação do Arquipélago da Madeira.

## História
O seu antecessor foi o Movimento para a Autodeterminação do Povo Açoriano, surgido em 6 de junho de 1974. Após a Revolução do 25 de Abril, em Portugal, alguns dos militantes do MAPA criaram a FLA, abertamente separatista, em Londres a 8 de abril de 1975. Declarava a sua liderança: “Ser independentista é concordar sem reservas com a resolução Nº 1514 da Assembleia Geral das Nações Unidas que afirma que os povos podem, para seus próprios fins, dispor das suas riquezas e recursos naturais sem prejuízo das obrigações resultantes da cooperação económica internacional, baseada no princípio do proveito mútuo e do direito internacional.“
Destacou-se como líder da organização o antigo deputado da Ação Nacional Popular à Assembleia Nacional do Estado Novo, José de Almeida, que desempenhava funções no dia 25 de Abril de 1974. Na sua génese, o movimento apresentou-se marcadamente contra alguns partidos de extrema esquerda, não que “fossem anticomunistas, mas sim porque eram contra o Partido Comunista Português”e todas as organizações que pactuavam ativamente com o Governo de Lisboa. A sua base de apoio era muito diversificada verificando-se apoios de agricultores, trabalhadores de escritório e outro tipo de profissionais, havendo muitos que manifestavam abertamente simpatia pela social democracia 6 . Alguns defendem que a FLA teve um forte apoio da "burguesia" da ilha de São Miguel - proprietários e latifundiários receosos de uma possível nacionalização das suas terras, à semelhança do que sucedia em Portugal na época, porém, de acordo com o jornalista Duarte Figueiredo a FLA tinha "real implantação" no arquipélago dos Açores, “nomeadamente nas ilhas de S. Miguel, Terceira e Pico”7 , não sendo exclusivamente apoiada por um pequeno grupo de privilegiados.
Sociologicamente esse grupo, "teve uma ampla base de apoio, que inclui socialistas e classe trabalhadora rural" (Tavares, 2017, p. 29), para além dos sociais-democratas e centristas, que desde a primeira hora estiveram ao lado do independentistas.
José de Almeida tentou repetidas vezes negociar com o Departamento de Estado dos Estados Unidos da América as condições para uma presumida independência do arquipélago. Em caso de um sucesso da extrema-esquerda no Verão Quente em Portugal, certas figuras de estado, como Jesse Helms, defendiam o apoio à independência dos Açores. Todavia, foi rejeitado qualquer apoio pelo governo, principalmente depois da estabilização da situação política em Portugal a partir do 25 de Novembro.
Do ponto de vista económico, os independentistas propuseram como principais meios de subsistência do seu projectado Estado, a renda que deveria vir da base das Lajes, na Terceira, e o recurso à energia geotermal, para suprir as necessidades energéticas que adviriam de um isolamento inicial face a Portugal. Mesmo anos mais tarde, a retórica dos grupos separatistas que tinham viajado aos EUA seria repetida por alguns membros das comunidades açorianas nos EUA.
Apesar de todas as ações terroristas no âmbito de acção da FLA , não se conhece um único responsável que tivesse sido condenado.

## Ideologia
A FLA é considerada por diversas personalidades regionais, como o historiador José Medeiros Ferreira, os escritores Manuel Barbosa, Cristóvão de Aguiar e João de Melo como tendo sido de "ideologia fascista", mais não pretendendo que a perpetuação do fascismo nas ilhas.

## Cronologia
1975
- 8 de abril - criação da FLA em Londres.
- 19 de maio - O golpe militar, sem apoio dos EUA, que não aconteceu.[7]
  - O tenente-coronel Botelho de Miranda solicita “a colaboração da FLA para o golpe das unidades do exército português nos Açores para desanexar as ilhas do continente”, na contradição de na verdade não ser a “favor da independência", acreditando "que a maioria dos açorianos preferia manter-se português", mas considera que "um governo comunista em Lisboa" impulsionaria "os Açores para a independência." Declara adicionalmente "os Açores querem uma autonomia política num Portugal governado pelo PPD ou pelo PS" (o que se viria a concretizar com o trabalho da Assembleia Constituinte, apresentado após o 25 de Novembro, na forma da Constituição Portuguesa de 1976). No entanto, Miranda hesita, não aderirá ao golpe se não tiver o apoio dos EUA, que teima em materializar-se[nota 1]. Uma delegação, composta por representantes do Movimento para a Autodeterminação do Povo Açoriano (MAPA), FLA e mesmo representantes do PPD e CDS, fazem nova solicitação aos Estados Unidos que apoie os esforços separatistas. Alguns movimentos de esquerda nos Açores estão "a planear manifestações contra a NATO e a presença americana nas Lajes", algo crítico na estratégica geo-política desta nação há várias décadas.
  - William Colby, director da CIA, alerta o seu governo para o apoio de unidades militares à separação dos Açores. Segundo Carlucci, tal era a hostilidade açoriana para com a corrente marxista que estava a tomar conta do continente, que desde "o movimento tenha uma liderança eficaz, tem hipóteses razoáveis de sucesso". Declara que os EUA estariam "particularmente atentos ao possível envolvimento de Spínola". Já anteriormente Carlucci havia informado sobre “a preparação de uma ação armada nos Açores por parte de portugueses exilados em Espanha e do MAPA, aconselhando Washington não só a afastar-se dessas movimentações, como mesmo a apoiar o governo português, (...) pois os grupos dissidentes da extrema-direita só prejudicavam a política dos EUA", "com óbvias implicações negativas para o futuro das Lajes. Se a revolta avançar, o governo americano será denunciado. Um efeito imediato seria certamente o ataque às instalações americanas em Portugal", caso a revolta "falhasse, os esforços para renegociar as facilidades na Base das Lajes iam complicar-se, talvez fatalmente". Defende também que afetaria a demais política europeia dos Estados Unidos; “muitos europeus ocidentais estão alarmados com as tendências em Portugal, mas não desistiram do país e muitos condenarão um alegado papel dos EUA (nos Açores) como um ato não amigável para com um aliado da NATO." Neste tópico, o próprio chanceler alemão-oriental Helmut Schmidt declararia "aos olhos da Europa Ocidental, uma declaração de independência dos Açores não se justificaria nesse momento". Kissinger defende uma posição mais ambígua para com os independistas. Oficialmente, o governo dos EUA reage a estes alertas e dá “instruções ao seu consulado em Ponta Delgada para enfatizar a posição de estrita neutralidade dos Estados Unidos” na questão açoriana e para deixar “bem claro” que a FLA não devia “esperar qualquer ajuda do governo dos EUA nem elaborar os seus planos na expetativa dessa assistência”. A comunicação segue na mesma linha das do ano de 1974, pré-revolução.
- 30 de Maio de 1975 - Spínola (então golpista frustrado, já chefiando o Movimento Democrático de Libertação de Portugal e procurando quebrar o jugo gonçalvista e terminar o rumo ao poder dos comunistas portugueses e demais extrema-esquerda) viaja aos EUA. Carlucci suspeitava que a viagem estivesse relacionada com a revolta nos Açores. Na chegada, Spínola declara o seu apoio aos objectivos dos independentistas açorianos; “se necessário, os Açores voltariam a ser a única parte livre da Nação até que se libertasse o continente".[7]
- 4 de Junho - a revista National Review publica um artigo da autoria de William Buckley que apoia a ação da FLA.[7]
- 6 de junho – "manifestações quentes" do 6 de junho em Ponta Delgada, em que foi ainda invadido o emissor regional,[8] culminam com a demissão dos governadores civis António Borges Coutinho (conotado com o MDP/CDE) e Oldemiro Cardoso de Figueiredo, que denunciam falta de apoio do governador militar Altino Pinto de Magalhães ao seu governo civil, a par de prisões por atos criminosos de manifestantes. FLA reivindica esta manifestação como sendo independentista. Mas, com a demissão de Borges Coutinho, Botelho de Miranda (que no dia havia apoiado o general a pacificar os manifestantes), e outros chefes locais, mostram o seu apoio por ora ao governo agora encabeçado por Pinto de Magalhães.[9][10][7]
- Ao longo de Junho - independentistas organizam várias manifestações nos EUA. Uma manifestação em Washington organizada pelo comité para a independência dos Açores junta cerca de 350 pessoas em frente ao Departamento de Estado. É entregue subrepticiamente uma carta que declara a existência e exclusiva legitimidade política de um "governo provisório clandestino", "único representante legítimo do povo dos Açores", exigindo que a negociação da Base das Lajes seja feita antes com os independentistas. Reflecte também a retórica do FLA, citando a sua interpretação do desrespeito à "Declaração Universal dos Direitos do Homem" e a "Carta das Nações Unidas". O governo dos EUA não lhes responde.[7]
- 13 de Junho de 1975 - As conexões dos independentistas açorianos e de Spínola a Washington e às comunidades açorianas nos EUA têm, apesar da falta de apoio desejado, alguns resultados. Jesse Helms faz um discurso no Senado, em que a retórica defendida principalmente pelo racista MAPA ganha palco, o senador defendo a intervenção dos EUA pelos independentistas. Representa "o povo açoriano", como não "partilhando do sentimento que as ilhas são portuguesas", sendo de uma etnia própria, de descendência portuguesa sim, mas também "flamenga, inglesa e francesa", "de grande proximidade aos Estados Unidos", "tementes que as ilhas sejam tomadas pelo comunismo", descrevendo o governo português de então como "autoritários radicais", equiparando a situação das ilhas às das colónias africanas, e vaticinando semelhante resistência armada pelos anos vindouros.[11]
- 16 de Junho de 1975 - Contramanifestação nos Açores em oposição aos separatistas; centenas de pessoas manifestam-se em Ponta Delgada. Os manifestantes gritavam “Socialismo sim, Separatismo não”, “MAPA, FLA e FRIA. Todos pertencem à CIA”, “Açores não estão à venda”.[7]
- 3 de Julho de 1975 - Um advogado estado-unidense apresenta-se como representante do FLA, a pedido de José de Almeida e Carlos Matos. Declara que o FLA pretende criar um fundo especial para aquisição de armas, e que para este fim os líderes da FLA teriam contactos com um antigo general francês. O estado americano recusa-se a entrar em discussões oficiais, declarando-se neutros. De fileiras mais fechadas que os EUA, os embaixadores da Comunidade Económica Europeia rejeitam unanimemente qualquer contacto com os representantes da FLA.[7]
- Julho - O Portuguese Times, tido como o porta-voz oficioso da FLA, revela o encontro do ELP com a FLA e membros do governo provisório dos Açores, de Pinto de Magalhães.[12]
- 12 de agosto – a FLA, "governo clandestino dos Açores", assegura que vai recorrer à violência para conseguir os seus objectivos de independência para os Açores.
- 18 de agosto – aprovadas moções exigindo a transferência para fora dos Açores dos militantes do PCP e "seus satélites", incluindo um padre.
- 19 de agosto – destruição das sedes do PCP em Ponta Delgada e as sedes do PCP MDP/CDE e do MES em Angra do Heroísmo.[13]
- 25 de agosto - Membros do PCP são expulsos da Horta.[13]
- Agosto - é criado o Exército de Libertação dos Açores, braço armado da FLA. É constituído principalmente por civis mas também por militares a cumprirem serviço.
- 1 de Setembro - Numa reunião da FLA nas Canárias, da Espanha franquista, é decidido que o caminho para a independência pode ser abandonado se em Portugal se consolidar a linha do Grupo dos Nove. Não obstante, discute-se a constituição do Governo açoreano clandestino.[13][14]
- 9 de Setembro - Um representante madeirense da comunidade luso-americana, Joseph E. Fernandes[nota 2], consegue dialogar a 9 de setembro de 1975 directamente com o próprio presidente Ford. A conversa incide sobre a problemática da proximidade ao comunismo dos governos portugueses nessa altura, e dos consequentes riscos à implementação da democracia portuguesa dada a influência da extrema-esquerda sobre o Processo Revolucionário em Curso. O tópico da independência açoriana é falado (e tido por ambas as partes como descartado).[15][16]
- 21 de outubro – É denunciado pelo governo da República que a FLA actua impunemente nas ilhas Terceira e São Miguel, com apoio ou tolerância das autoridades civis e militares.[12]
- Outubro – são difundidos pela primeira vez pelo Rádio Clube de Angra, os princípios programáticos da FLA.[12][17]